# Noel Whelan
Ne pas confondre avec Noel Whelan (en), homme politique irlandais.
Pour les articles homonymes, voir Whelan.
Noel David Whelan, couramment appelé Noel Whelan, est un footballeur puis entraîneur et commentateur anglais, né le 30 décembre 1974 à Leeds, Angleterre. Évoluant au poste d’avant-centre, il est principalement connu pour ses saisons à Leeds United, Coventry City, Middlesbrough et Aberdeen ainsi que pour avoir été sélectionné en Angleterre espoirs.

## Biographie

### Carrière de joueur
Natif de Leeds, il est formé et commence sa carrière dans le club de la ville, Leeds United. Il fait partie d’une génération de jeunes joueurs talentueux formés au club avec qui il remporte la FA Youth Cup en battant Manchester United en finale. 
Signant son premier contrat professionnel en mars 1993, il participe à la saison inaugurale de la Premier League en jouant son premier match le 4 mai 1993, pour un match nul 1-1 contre Sheffield Wednesday.
Il joue 16 matches lors de la saison suivante avant de vraiment décoller lors de la première partie de la saison 1994-1995, avec 7 buts inscrits en 23 matches joués. Toutefois, l’arrivée de Tony Yeboah le relègue sur le banc, ce qui ne l’empêche pas de connaître deux sélections en Angleterre espoirs.
Après avoir joué 8 matches sans inscrire de but avec Leeds United lors du début de la saison 1995-1996, il est transféré à Coventry City le 16 décembre 1995. Il est recruté pour 2 000 000 £ par Ron Atkinson, sur les conseils de son assistant Gordon Strachan, qui a joué un grand rôle aussi pour convaincre le joueur qu’il avait connu à Leeds United la saison précédente.
Il joue son premier match avec son nouveau club dans une position inhabituelle de milieu de terrain, pour une défaite 1-4 contre Aston Villa au Villa Park. Pour son deuxième match, joué à domicile à Highfield Road, il retrouve une place d’attaquant aux côtés de Dion Dublin et marque le but de la victoire, avec un finish plein de sang-froid.
Il inscrit ainsi 8 buts en 21 matches, dont l’un, le 1er janvier 1996, pour un match nul contre Southampton, est élu ‘’But du mois’’ par l’émission Match of the Day sur la BBC.
Il joue régulièrement lors de la saison 1996-1997 mais il connaît des difficultés à confirmer les espoirs placés en lui, laissant progressivement Darren Huckerby devenir la nouvelle jeune pépite de l'équipe. Il inscrit 6 buts en 35 matches lors de cette saison.
Lors de la saison 1997-1998, il est repositionné comme milieu gauche, en soutien de la paire d'attaque Dion Dublin et Darren Huckerby. Cette formation connaît une assez grande réussite, avec Whelan, qui inscrit notamment deux buts mémorables contre Manchester United et Arsenal, mais ne peut être reconduite lors de la saison 1998-1999, à la suite du départ de Dion Dublin pour Aston Villa. Whelan fait alors son retour en attaque, aux côtés de Darren Huckerby, ce qui lui permet de briller, inscrivant 10 buts en 31 matches cette saison, ce qui poussent certains supporteurs de Coventry City à demander à ce qu'il soit sélectionné en équipe d'Angleterre.
Le duo d'attaque Whelan-Huckerby est malheureusement mis à mal au début de la saison 1999-2000, à la suite d'une blessure de Whelan qui lui fera manquer toute la première partie de la saison et la vente de Darren Huckerby à Leeds United. Quand il pourra faire son retour à la compétition, il ne retrouve pas une place de titulaire, à cause du recrutement de Robbie Keane, Mustapha Hadji, Youssef Chippo et Cédric Roussel. 
Le 4 août 2000, il s'engage pour Middlesbrough, recruté par Bryan Robson pour 2 200 000 £. Il y connaît ses dernières vraies années au plus haut niveau, ponctuées notamment d'un but mémorable pour une victoire 2-0 contre Manchester United au quatrième tour de la FA Cup. Il inscrit aussi un but contre son ancien club, Coventry City, le jour de son 26e anniversaire.
Après un prêt à Crystal Palace où il marque 3 buts en 8 matches, il est transféré à Millwall. Il n'y reste que peu de temps (15 matches et 4 buts) avant de rejoindre Derby County, le 4e pour lequel il joue lors de cette saison.
Il finit la saison chez les Rams avant de s'engager avec Aberdeen et de découvrir le championnat écossais pour la saison 2004-2005. Après 20 matches et 5 buts inscrits, son contrat n'est pas prolongé et il s'engage pour Boston United en League Two. En janvier 2006, il intègre la clinique Sporting Chance (en) pour y soigner des problèmes d'alcoolisme. 
Il retourne ensuite en Écosse pour les derniers mois de la saison 2005-2006, jouant 8 matches pour Livingston, mais ne peut empêcher une relégation en First Division. En juillet 2006, il signe pour Dunfermline Athletic. Malheureusement, il se blesse après seulement 3 minutes lors du premier match de la saison 2006-2007, le 29 juillet 2006 (défaite 1-2 contre Heart of Midlothian). Il ne pourra pas rejouer un seul match avec les Pars et quitte le club, par consentement mutuel, le 4 janvier 2007.
Dès le lendemain, les journaux annoncent la possibilité de son recrutement par Gretna, qui depuis son rachat par Brooks Mileson (en), essaye de rejoindre la Scottish Premier League en recrutant à tout-va. Mais Whelan, qui a commencé à s'intéresser à l'encadrement des joueurs lors de sa blessure à Dunfermline Athletic, privilégie un poste qui lui permettrait de continuer dans la voie de sa reconversion future comme entraîneur. C'est ainsi qu'il préfère prendre un poste comme entraîneur des équipes de jeunes à Derby County. L'appel du terrain est toutefois trop fort et il rejoint Harrogate Town, en Conference North, le 11 décembre 2008.
En octobre 2009, il rejoint Darlington en League Two, étant la première recrue du nouvel entraîneur Steve Staunton. Toutefois, les blessures ne le laisseront pas tranquilles et il ne pourra jouer que 2 bouts de matches avant de se résigner à raccrocher les crampons.
Depuis la fin de sa carrière de joueur, il a été ambassadeur de Coventry City et le 17 novembre 2010, il prend un poste comme entraîneur du centre de formation de son club de cœur, avec qui il avait commencé sa carrière, Leeds United. Il rejoint ensuite un poste similaire à Derby County après avoir refusé une offre de Nottingham Forest.
Depuis la saison 2013-2014, il est aussi consultant pour la BBC Local Radio de Leeds, commentant tous les matches des Whites. En 2008, il a participé à une émission spéciale de MasterChef dédiée aux célébrités.

## Palmarès
- Boston United :
  - Lincolnshire Senior Cup (en) : 2006
- Dunfermline Athletic :
  - Finaliste de la Coupe d'Écosse : 2007